# Marcin Leopold Oleniuk

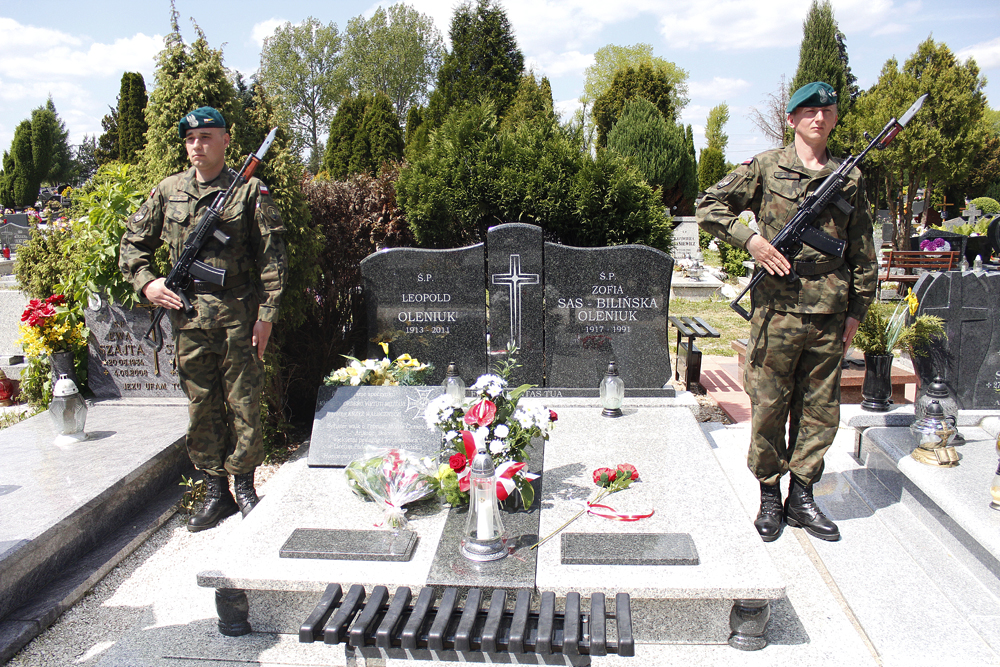
Warta Honorowa przy grobie Leopolda Oleniuka w 71. rocznica zakończenia bitwy na Monte Cassino.

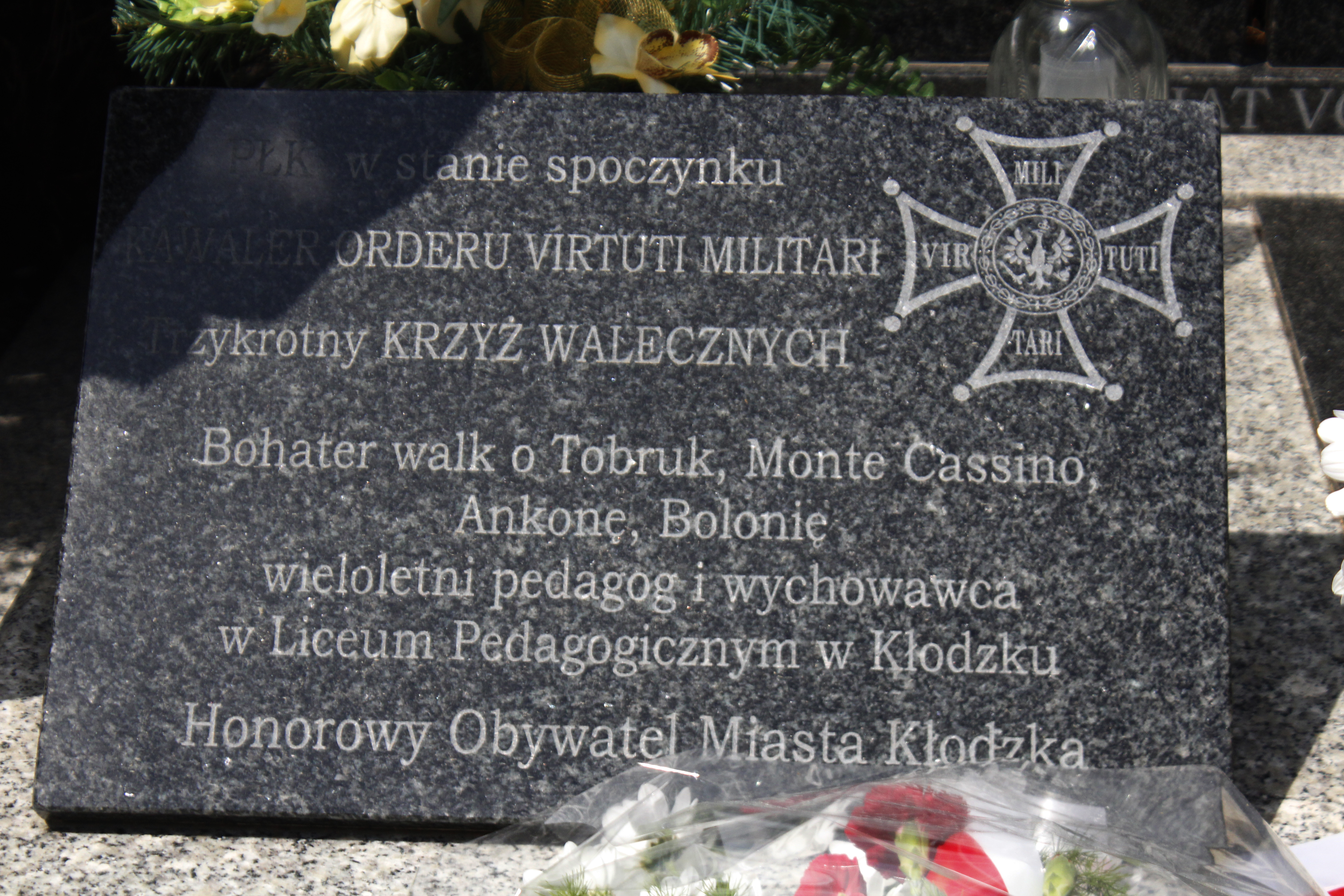
Tablica na grobie Leopolda Oleniuka

Marcin Leopold Oleniuk (ur. 11 listopada 1913 w Rudkach, zm. 17 marca 2011 w Kłodzku) – pułkownik Wojska Polskiego, nauczyciel, honorowy obywatel Kłodzka.

## Życiorys
Urodził się w Rudkach w dawnym województwie lwowskim, w rodzinie kolejarskiej jako najmłodsze, szóste dziecko. W latach 20. XX wieku przeniósł się z rodziną do Sambora, gdzie ukończył Seminarium Nauczycielskie im. Marszałka Józefa Piłsudskiego. Następnie pracował na Pokuciu w charakterze nauczyciela .
W kampanii wrześniowej 1939 walczył, jako podchorąży rezerwy w szeregach 5 Pułku Strzelców Podhalańskich . Po przekroczeniu granicy polsko-węgierskiej był internowany na Węgrzech, skąd uciekł i zgłosił się do Brygady Strzelców Karpackich w Syrii w 1940 roku. Jako plutonowy podchorąży walczył w Tobruku w szeregach dywizjonu artylerii przeciwpancernej. Później walczył pod Monte Cassino, Ankoną i Bolonią, jako dowódca baterii artylerii przeciwpancernej. Awansował na kapitana .
Po zakończeniu wojny przez dwa lata przebywał w Wielkiej Brytanii, po czym osiedlił się w Kłodzku. Pracował jako nauczyciel wychowania fizycznego, przysposobienia wojskowego, geografii, języka angielskiego w Liceum Pedagogicznym, Liceum Ogólnokształcącym, Technikum Mechanicznym. Odbył także studia w Instytucie Wychowania Fizycznego w Warszawie. Na emeryturę przeszedł w 1974 roku. Decyzją nr 626 z 11 grudnia 2006 Minister Obrony Narodowej na wniosek Klubu Kawalerów Orderu Wojennego Virtuti Militari mianował go na stopień pułkownika.
Zmarł w Kłodzku w 2011 roku i został pochowany obok swojej żony Zofii na miejscowym cmentarzu komunalnym.
Za swoją działalność był wielokrotnie nagradzany, w tym Krzyżem Srebrnym Orderu Virtuti Militari, trzykrotnie Krzyżem Walecznych, brytyjską Gwiazdą Afryki oraz licznymi innymi medalami włoskimi, angielskimi i francuskimi . Otrzymał także tytuł honorowego obywatela Kłodzka .
Jego żoną była Zofia z domu Sas-Bilińska (1917–1991).